# Lijst van bruggen en tunnels in New York (stad)
Dit is een lijst van bruggen en tunnels in New York. 

## East River

### Bruggen
Van noord naar zuid:
- Throgs Neck Bridge
- Bronx-Whitestone Bridge
- Rikers Island Bridge
- Hell Gate Bridge
- Roosevelt Island Bridge
- Queensboro Bridge
- Williamsburg Bridge
- Manhattan Bridge
- Brooklyn Bridge

### Tunnels
Er zijn dertien tunnels onder de East River, van noord naar zuid:
- 63rd Street Tunnel (metro)
- 60th Street Tunnel (metro)
- 53rd Street Tunnel (metro)
- Steinway Tunnel (metro)
- Queens-Midtown Tunnel (Interstate 495)
- East River Tunnels (Long Island Rail Road en Amtrak treinen vanaf Penn Station richting het oosten en noorden)
- 14th Street Tunnel (metro)
- Rutgers Street Tunnel (metro)
- Cranberry Street Tunnel (metro)
- Clark Street Tunnel (metro)
- Montague Street Tunnel (metro)
- Joralemon Street Tunnel (metro)
- Brooklyn–Battery Tunnel (Interstate 478)

## Hudson River

### Bruggen
Van noord naar zuid
- ten noorden van New York (stad):
  - Rip van Winkle Bridge
  - Kingston-Rhinecliff Bridge
  - Poughkeepsie Bridge
  - Mid-Hudson Bridge
  - Newburgh-Beacon Bridge
  - Bear Mountain Bridge
  - Tappan Zee Bridge

De enige brug deels in New York (stad) is:
- George Washington Bridge

### Tunnels
Er zijn vijf tunnels onder de Hudson, van noord naar zuid:
- Lincoln Tunnel
- North River Tunnels (Pennsylvania Tunnel and Terminal Railroad naar New York Pennsylvania Station)
- Uptown Hudson Tubes (PATH)
- Holland Tunnel (I-78)
- Downtown Hudson Tubes (PATH)

## Harlem River

### Bruggen
Van noord naar zuid, van west naar oost:
- Sputyen Duyvil Bridge
- Henry Hudson Bridge
- Broadway Bridge
- University Heights Bridge
- Washington Heights Bridge
- Alexander Hamilton Bridge
- High Bridge
- Macombs Dam Bridge
- 145th Street Bridge
- Madison Avenue Bridge
- Park Avenue Railroad Bridge
- Third Avenue Bridge
- Harlem River Bridge (gesloopt 1955)
- Willis Avenue Bridge
- Triborough Bridge
- Ward's Island Bridge

### Tunnels
Er zijn drie tunnels onder de Harlem River, van noord naar zuid:
- Concourse Tunnel (metro)
- 149th Street Tunnel (metro)
- Lexington Avenue Tunnel (metro)

## Staten Island en New Jersey

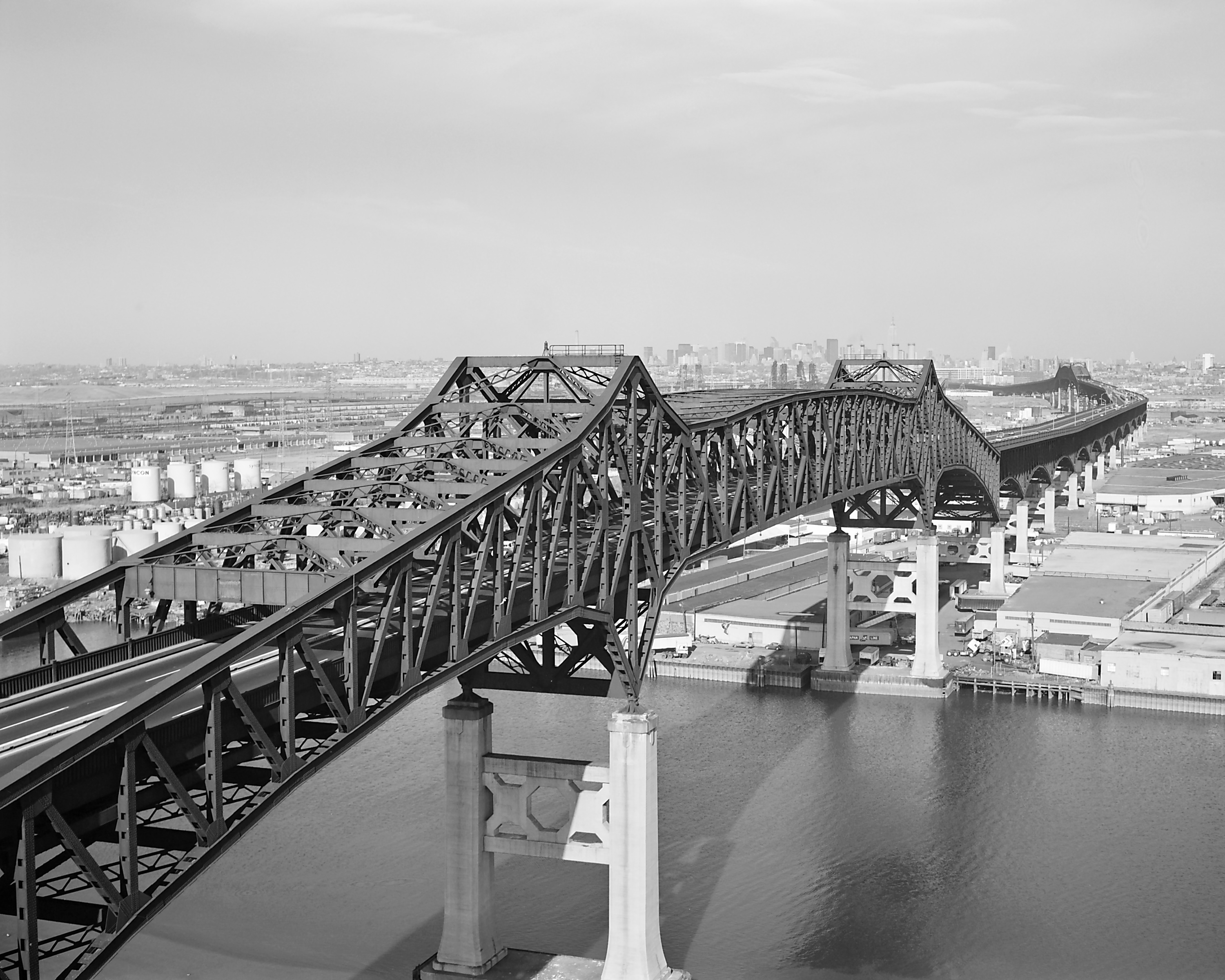
Pulaski Skyway

- Bayonne Bridge
- Goethals Bridge
- Newark Bay Bridge
- Outerbridge Crossing
- Pulaski Skyway
- Verrazano-Narrows Bridge
- Wittpenn Bridge

## Long Island
- Atlantic Beach Bridge
- Cross Bay Veterans Memorial Bridge
- Long Beach Bridge
- Marine Parkway-Gil Hodges Memorial Bridge
- Meadowbrook Causeway
- Robert Moses Causeway
- Smith Point Bridge
- Wantagh (Jones Beach) Causeway

## Onvoltooide / ongebouwde bruggen
- Eastern Long Island Sound Crossing
- Hudson River Bridge
- Oyster Bay-Rye Bridge
- Raritan Bay Crossing
- Shoreham-New Haven Bridge

## Overige tunnels
- Murray Hill Tunnel (Park Avenue Tunnel)
- Battery Park Underpass
- Cobble Hill Tunnel
- First Avenue Underpass